# Plankton - Il film
Plankton - Il film (Plankton: The Movie) è un film d'animazione del 2025 diretto da Dave Needham. Basato sulla serie televisiva SpongeBob SquarePants, creata da Stephen Hillenburg, è stato scritto da Kaz, Chris Viscardi e Mr. Lawrence, basato su una storia di Lawrence. Il cast comprende Lawrence, che presta la voce a Plankton, insieme al resto del cast regolare della serie. È il secondo di una serie di film spin-off sui personaggi di SpongeBob, dopo Saving Bikini Bottom (2024).

## Trama
Il film comincia con il narratore che descrive la vita sottacqua ma viene improvvisamente messa in pausa da Plankton che grida che questo è il suo film. Mentre Plankton si prepara per rubare la formula segreta scopre che Karen non è al Chum Bucket ma al bar con le amiche. Plankton fallisce ancora una volta nel tentativo di rubare la formula segreta del Krabby Patty. Tornato al Chum Bucket, scopre che sua moglie Karen ha trasformato il ristorante in un locale messicano di successo. Infastidito perché non è abbastanza malvagio, lo distrugge. Stufa di essere ignorata, Karen rimuove il suo chip dell’empatia, assume una forma robotica gigante e costruisce una fortezza volante per conquistare il mondo.
Plankton chiede aiuto a SpongeBob, che lo ipnotizza per fargli capire il punto di vista di Karen. Scopriamo così che Karen era originariamente un calcolatore collegato a una patata, creato da Plankton da bambino. In seguito, all’università, i due avevano progettato un raggio congelante per conquistare il mondo, ma il loro piano fallì quando un bambino umano li gettò in mare. Fu allora che Plankton, sentendo per caso Mr. Krabs dire che la formula segreta era la chiave del successo, decise di farne la sua ossessione.
Per fermare Karen, Plankton costruisce un nuovo mecha, ma lei lo assorbe nel suo corpo robotico. SpongeBob, esasperato dalla sua irresponsabilità, chiede aiuto a Sandy, Pearl e Mrs. Puff, che installano il chip dell’empatia nel cervello di Plankton. Lui finalmente si rende conto dei suoi errori e il gruppo attacca la fortezza volante.
Mentre Karen affronta le Gal Pals, SpongeBob e Patrick cucinano tutte le patate che alimentano la nave, facendola precipitare. Karen cerca di liquidare Plankton dandogli la formula segreta, ma lui le confessa che la vera formula è sempre stata lei. I due decidono di tornare a complottare insieme, ma il piano fallisce quando Patrick mangia le ultime patate, distruggendo la nave e riportando Bikini Bottom alla normalità.

## Produzione
Nel marzo del 2020, ViacomCBS ha annunciato che avrebbe prodotto film spin-off di SpongeBob per lo streaming. Verso giugno 2024 è stato annunciato un film spin-off riguardante come protagonista Sheldon J. Plankton e il relativo team creativo. Mahuia Bridgman-Cooper ha composto la colonna sonora, mentre Bret McKenzie, Linda Perry, Mark Mothersbaugh e Bob Mothersbaugh hanno scritto i brani originali che faranno parte del film.

## Distribuzione
Prima della sua uscita, l'intero film è stato caricato online nell'agosto 2024. Plankton - Il film è uscito ufficialmente su Netflix il 7 marzo 2025.